# Lill-Bjurvattnet
Lill-Bjurvattnet är en sjö i Bjurholms kommun i Ångermanland och ingår i Lögdeälvens huvudavrinningsområde. Sjön har en area på 0,136 kvadratkilometer och ligger 221,5 meter över havet. Vid provfiske har abborre, gers, gädda och mört fångats i sjön.

## Delavrinningsområde
Lill-Bjurvattnet ingår i det delavrinningsområde (708808-165520) som SMHI kallar för Utloppet av Lill-Bjurvattnet. Medelhöjden är 243 meter över havet och ytan är 1,42 kvadratkilometer. Det finns inga avrinningsområden uppströms utan avrinningsområdet är högsta punkten. Vattendraget som avvattnar avrinningsområdet har biflödesordning 3, vilket innebär att vattnet flödar genom totalt 3 vattendrag innan det når havet efter 72 kilometer. Avrinningsområdet består mestadels av skog (57 procent). Avrinningsområdet har 0,13 kvadratkilometer vattenytor vilket ger det en sjöprocent på 9,1 procent.